# Estadio Al-Nahyan
El Estadio Al-Nahyan (en árabe: ملعب آل نهيان) es un estadio multipropósito, que se utiliza preferentemente para partidos de fútbol y en menor medida en partidos de rugby, que se encuentra en la ciudad de Abu Dabi, en los Emiratos Árabes Unidos. El estadio fue construido en 1995 y es utilizado por el club Al-Wahda, que juega en la Liga Árabe del Golfo, la más alta categoría del fútbol profesional en el país.
Fue una de las seis sedes en que se disputó la Copa Mundial de Fútbol Juvenil de 2003 en donde albergó ocho partidos del torneo.

## Eventos de fútbol

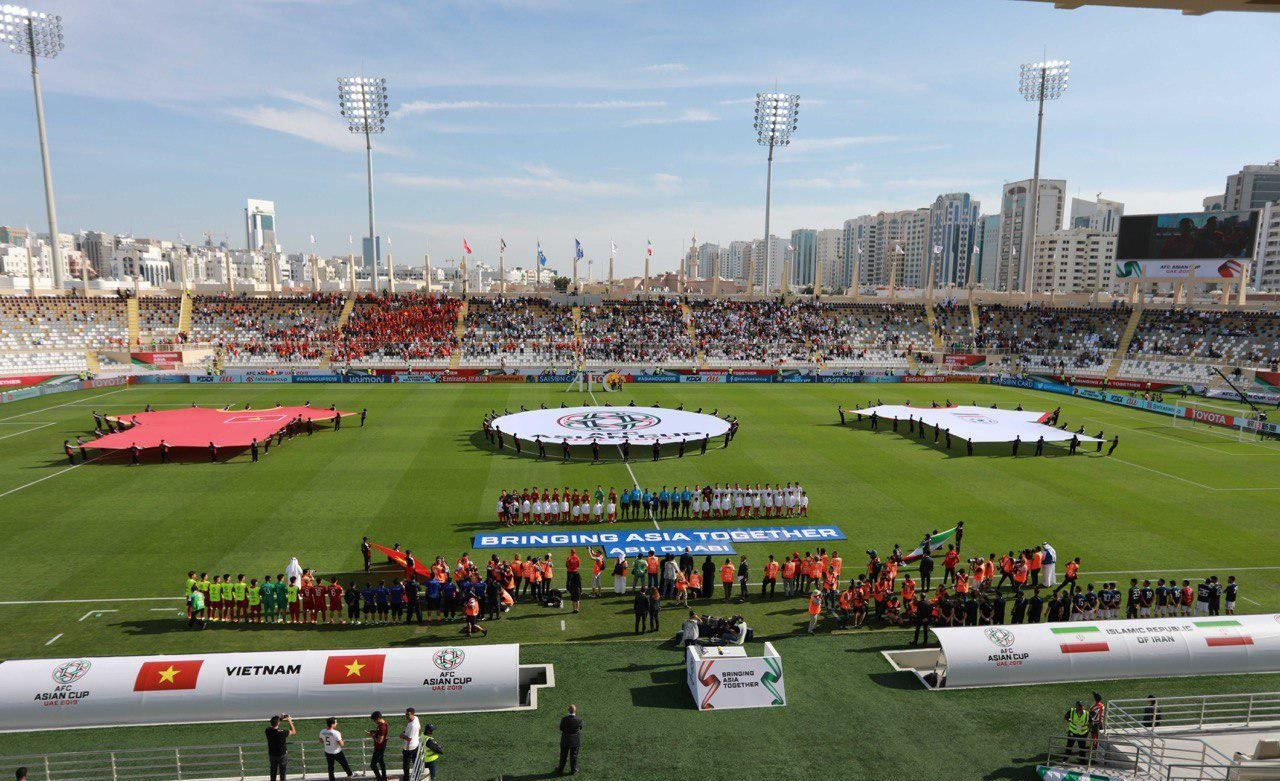
Estadio Al-Nahyan durante un juego de la Copa Asiática 2019.

### Mundial de Fútbol Sub-20 2003
- En el estadio se disputaron ocho juegos de la Copa Mundial de Fútbol Sub-20 de 2003.
| Fecha      | Selección      | Resultado | Selección      | Ronda            |
| ---------- | -------------- | --------- | -------------- | ---------------- |
| 29-11-2003 | Paraguay       | 1 - 3     | Estados Unidos | Grupo F          |
| 29-11-2003 | Corea del Sur  | 2 - 0     | Alemania       | Grupo F          |
| 02-12-2003 | Alemania       | 3 - 1     | Estados Unidos | Grupo F          |
| 02-12-2003 | Corea del Sur  | 0 - 1     | Paraguay       | Grupo F          |
| 05-12-2003 | Paraguay       | 2 - 0     | Alemania       | Grupo F          |
| 05-12-2003 | Estados Unidos | 2 - 0     | Corea del Sur  | Grupo F          |
| 08-12-2003 | Japón          | 2 - 1     | Corea del Sur  | Octavos de final |
| 08-12-2003 | Burkina Faso   | 0 - 1     | Canadá         | Octavos de final |

### Copa Asiática 2019
- El estadio albergó cinco partidos de la Copa Asiática 2019.
| Fecha               | Selección #1  | Resultado | Selección #2 | Ronda            | Espectadores |
| ------------------- | ------------- | --------- | ------------ | ---------------- | ------------ |
| 6 de enero de 2019  | Tailandia     | 1 - 4     | India        | Grupo A          | 3250         |
| 9 de enero de 2019  | Japón         | 3 - 2     | Turkmenistán | Grupo F          | 5725         |
| 12 de enero de 2019 | Vietnam       | 0 - 2     | Irán         | Grupo D          | 10 841       |
| 16 de enero de 2019 | Corea del Sur | 2 - 0     | China        | Grupo C          | 13 579       |
| 22 de enero de 2019 | Catar         | 1 - 0     | Irak         | Octavos de final | 14 701       |